# Louis-Augustin Bosc d'Antic
Louis-Augustin Guillaume Bosc d'Antic (Parigi, 29 gennaio 1759 – Parigi, 10 luglio 1828) è stato un naturalista e agronomo francese.

## Biografia
Figlio di Paul Bosc d'Antic (1726-1784) medico e chimico, Louis Augustin studiò a Digione, dove fu allievo del botanico Jean-François Durande (1732-1794) e del chimico Louis Bernard Guyton-Morveau (1737-1816).
Non potendosi arruolare in artiglieria, lavorò dapprima per i servizi del controllore generale, quindi presso l'Intendenza delle Poste, di cui divenne segretario generale nel 1778. Seguì allora i corsi di botanica di Antoine-Laurent de Jussieu (1748-1836), dove ebbe l'occasione di conoscere René Desfontaines (1750-1831) e Pierre Marie Auguste Broussonet (1761-1807). Poté frequentare anche la celebre coppia Jean Marie Roland (1734-1793) e sua moglie. In seguito intrattenne relazioni anche con Johan Christian Fabricius (1745-1808).
Rifiutò d'imbarcarsi con Jean-François de La Pérouse (1741-1788) per una spedizione attorno al mondo e, invece, nel 1787, partecipò alla fondazione della prima Società linneana del mondo: la Société linnéenne de Paris, assieme a André Thouin (1746-1824), Pierre Marie Auguste Broussonet, Aubin-Louis Millin de Grandmaison (1759-1818) e Pierre Willemet (1762-1824), ai quali si aggiunsero in seguito altri naturalisti. Ma questo sodalizio si sciolse nel 1789, lasciando Bosc d'Antic frequentare attivamente solo la Société philomatique.
Qualche tempo dopo, Jean Marie Roland, divenuto ministro, poté procurare a d'Antic un impiego più sostanzioso: amministratore delle Poste. Ma Roland cadde in disgrazia, trascinando con sé anche d'Antic che venne destituito il 14 settembre 1793. Bosc d'Antic aderì allora pienamente al club dei Girondini e si rifugiò quindi nel Priorato di Santa Redegonda, nella foresta di Montmorency. Qui diede asilo a diverse persone perseguitate dal Terrore, come Jean Marie Roland, Masuyer e Louis-Marie de La Révellière-Lépeaux (1753-1824), pur continuando ad occuparsi sempre di scienze naturali.
Salvò Jean Baptiste Louvet, nascose i diari di Chales Jean Marie Barbaroux e di Madame Roland, divenne il tutore di Eudora Roland, figlia dei coniugi Roland. In quel periodo visse anche nei monti che separano il bacino della Marna da quello della Senna, fra Langres e Châtillon. Infine, La Révellière-Lépeaux, divenuto membro del Direttorio, fece sì che egli potesse partire per gli Stati Uniti d'America, per il primo anno come vice-console nella città di Wilmington, poi, nel 1798, come Console a New York. D'Antic continuò sempre a dedicare tempo allo studio delle scienze naturali realizzando delle non trascurabili raccolte di esemplari.
Rientrò in Francia nel 1800 e, per un certo tempo, fece l'amministratore degli ospizi, delle prigioni e del Monte di Pietà. Riuscì comunque a compiere dei viaggi in Svizzera e in Italia, dove poté fare delle osservazioni scientifiche e da dove riportò una collezione di pesci fossili pietrificati, offerta dalla città di Verona al capo dello Stato, per il Museo di Storia naturale.
Grazie a Georges Cuvier (1769-1832) nel 1803 ottenne il posto di Ispettore dei giardini e dei vivai di Versailles e, nel 1806, anche dei vivai che dipendevano dal Ministero degli Interni.
Bosc d'Antic regalò le sue collezioni agli amici naturalisti. Fu così che Fabricius e Guillaume-Antoine Olivier (1756-1814) ricevettero i suoi insetti, François Marie Daudin (1774-1804) i suoi uccelli, Pierre André Latreille (1762-1833) i suoi rettili e il conte Bernard Germain de Lacépède (1756-1825) i suoi pesci. Fu anche amico e protettore del naturalista Jean-Baptiste Bory de Saint-Vincent (1778-1846) e di Jean-Marie Léon Dufour (1780-1865).
Nel 1806 venne eletto membro dell'Accademia delle Scienze nella sezione di economia rurale, venne poi introdotto nell'Istituto di Francia, prima di entrare nel Consiglio per l'Agricoltura e nella Commissione giudicatrice della Scuola veterinaria di Alfort.
Nel 1815 fu segretario di Carnot e nel 1819 consigliere per l'agricoltura di Décazes. Finalmente, nel 1825, giunse alla cattedra universitaria di Coltivazione del Museo nazionale di storia naturale di Francia, succedendo ad André Thouin (1746-1824).
Ma già nel 1820 si era ammalato. Le sue condizioni si aggravarono alla fine del 1827 e nel luglio dell'anno seguente morì. Aveva 69 anni.

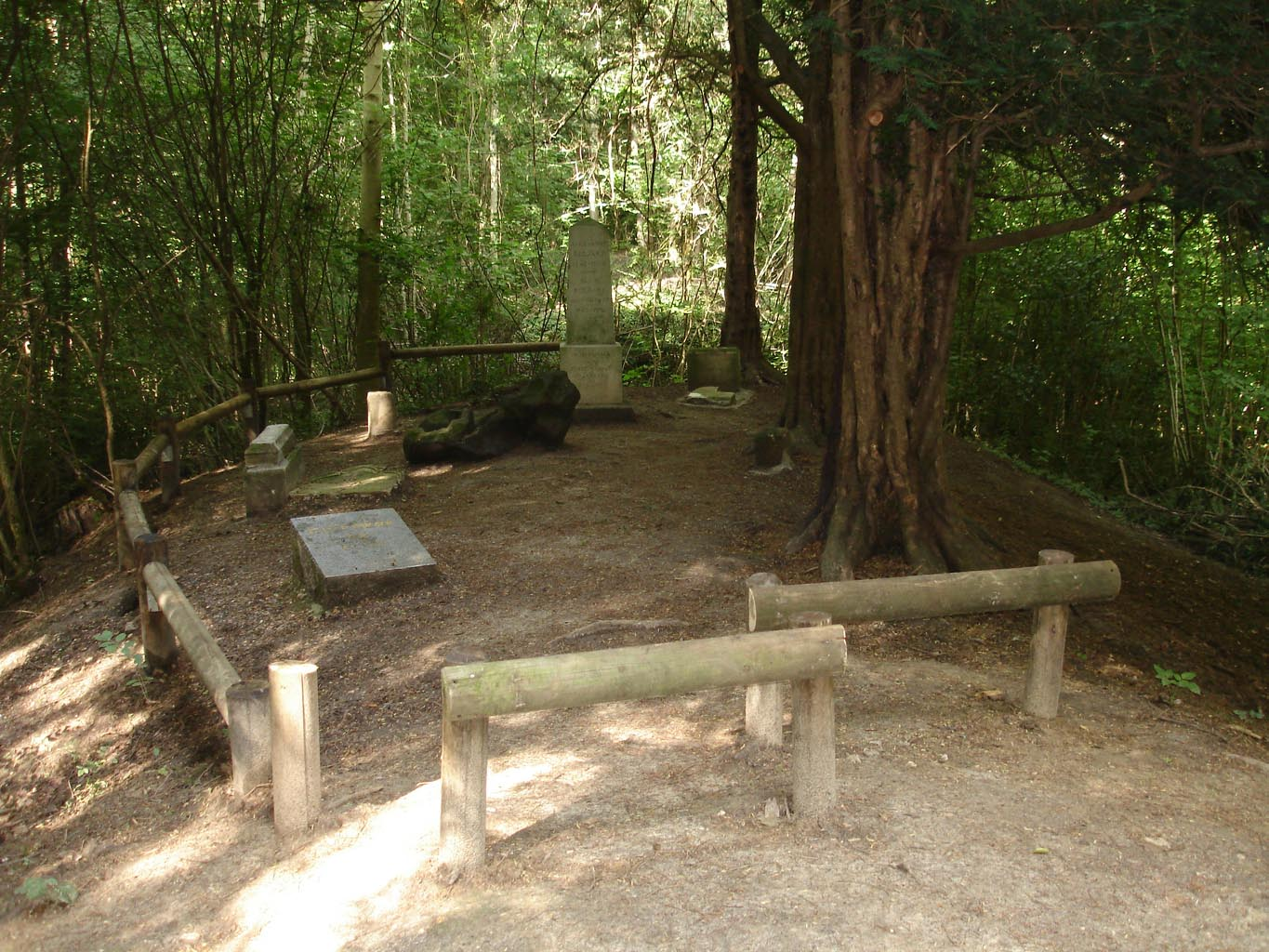
La tomba di Bosc, nella foresta di Montmorency, Val-d'Oise.

Louis-Augustin Bosc d'Antic è sepolto in un piccolo cimitero nascosto nella foresta di Montmorency, foresta demaniale aperta al pubblico, nel comune di Saint-Prix nella Val-d'Oise.

## Opere
Bosc d'Antic lascia soprattutto lavori di agronomia e di scienze naturali. È autore di tre opere comprese nelle Suites à Buffon edite sotto la direzione di René Richard Louis Castel (1758-1832):
- "Histoire naturelle des Coquilles, contenant leur déscription, les moeurs des animaux qui les habitent et leurs usages" (5 volumi) Parigi, 1801.
- "Histoire naturelle des Vers" (2 volumi) Parigi, 1801.
- "Histoire naturelle des Crustacés" (3 volumi) Parigi, 1802.

Ha pubblicato testi in ogni campo delle Scienze naturali. Sono da notare le osservazioni sui vigneti nelle regioni: Champagne, Lorena, Borgogna, Alvernia e del Sud Est, e ancora altre in collaborazione, a fianco dell'Abate Tessier.
Partecipò alla redazione di:
- "Nouveau Dictionnaire d'Histoire naturelle appliquèe aux arts, principalement à l'agriculture, à l'économie rurale et domestique", diretto da Jean-François-Pierre Deterville e da Charles-Nicolas-Sigisbert Sonnini de Manoncourt (1751-1812) (24 volumi) Parigi, 1803-1804, riedito in 36 volumi nel 1816-1819.
- "Nouveau Cours complet d'agriculture théorique et pratique" anch'esso diretto da Deterville (13 volumi) Parigi, 1809, riedito in 16 volumi nel 1821-1823.
- "Annales d'agriculture".
- "Encyclopédie méthodique".

Supervisionò anche l'edizione del "Théâtre d'agriculture" di Olivier de Serres (1539-1619), pubblicato dalla Società centrale di agricoltura di Parigi nel 1804. In seno a questa stessa Società diresse la pubblicazione dei suoi "Annales".
Suo fratello fu il fisico e chimico Joseph-Antoine Bosc d'Antic (1764-1837), mentre suo genero Eugène Soubeiran fu l'inventore del Cloroformio.

### Mineralogia
A Bosc d'Antic si deve la scoperta della Cabasite, inizialmente chiamata "chabasie".

## Taxa classificati
| Bosc è l'abbreviazione standard utilizzata per le piante descritte da Louis-Augustin Bosc d'Antic. Consulta l'elenco delle piante assegnate a questo autore dall'IPNI. |

| Bosc è l'abbreviazione standard utilizzata per le specie animali descritte da Louis-Augustin Bosc d'Antic. Categoria:Taxa classificati da Louis-Augustin Bosc d'Antic |